# Wólka Wierzbicka
Wólka Wierzbicka – część osady Machnów Nowy w Polsce, położona w województwie lubelskim, w powiecie tomaszowskim, w gminie Lubycza Królewska.
W latach 1975–1998 Wólka Wierzbicka administracyjnie należała do województwa zamojskiego.
Wierni Kościoła rzymskokatolickiego należą do parafii Świętych Apostołów Piotra i Pawła w Nowym Machnowie.